# Oscar Carré (Fabrice Hünd)
Oscar Carré is een artistiek kunstwerk in Amsterdam-Zuid.
De kunstenaar Fabrice Hünd voerde jarenlang atelier in de Amsterdamse wijk De Pijp. Hij werd dan ook gevraagd ter viering van het 25-jarig jubileum van de basisschool Oscar Carréschool in de Eerste Jan van der Heijdenstraat de terreinafscheiding te verfraaien met een kunstwerk. Hünd gaf daarop lessen mozaïek leggen aan leerlingen van de school en vroeg ze ook om verhalen en tekeningen (er kwamen er 350 stuks) met betrekking tot het circusleven. Vandaar dat tenten, circusdieren en clowns staan afgebeeld. Hünd gaf ook workshops op de school. Hij vond dat kinderen ongeschikt waren om het mozaïek zelf te plaatsen; het leggen van een dergelijk groot kunstwerk is fysiek zwaar. Hij en collega Cornelis Doornekamp waren twaalf uur per dag gedurende twee maanden bezig de steentjes uit zes kratten over te brengen, veel te zwaar werk voor kinderen.   
Het kunstwerk werd onthuld tijdens de opening van het schoolseizoen 2021/2022. Het elf meter lange werk bestaat uit achttien panelen van 60 bij 80 centimeter.

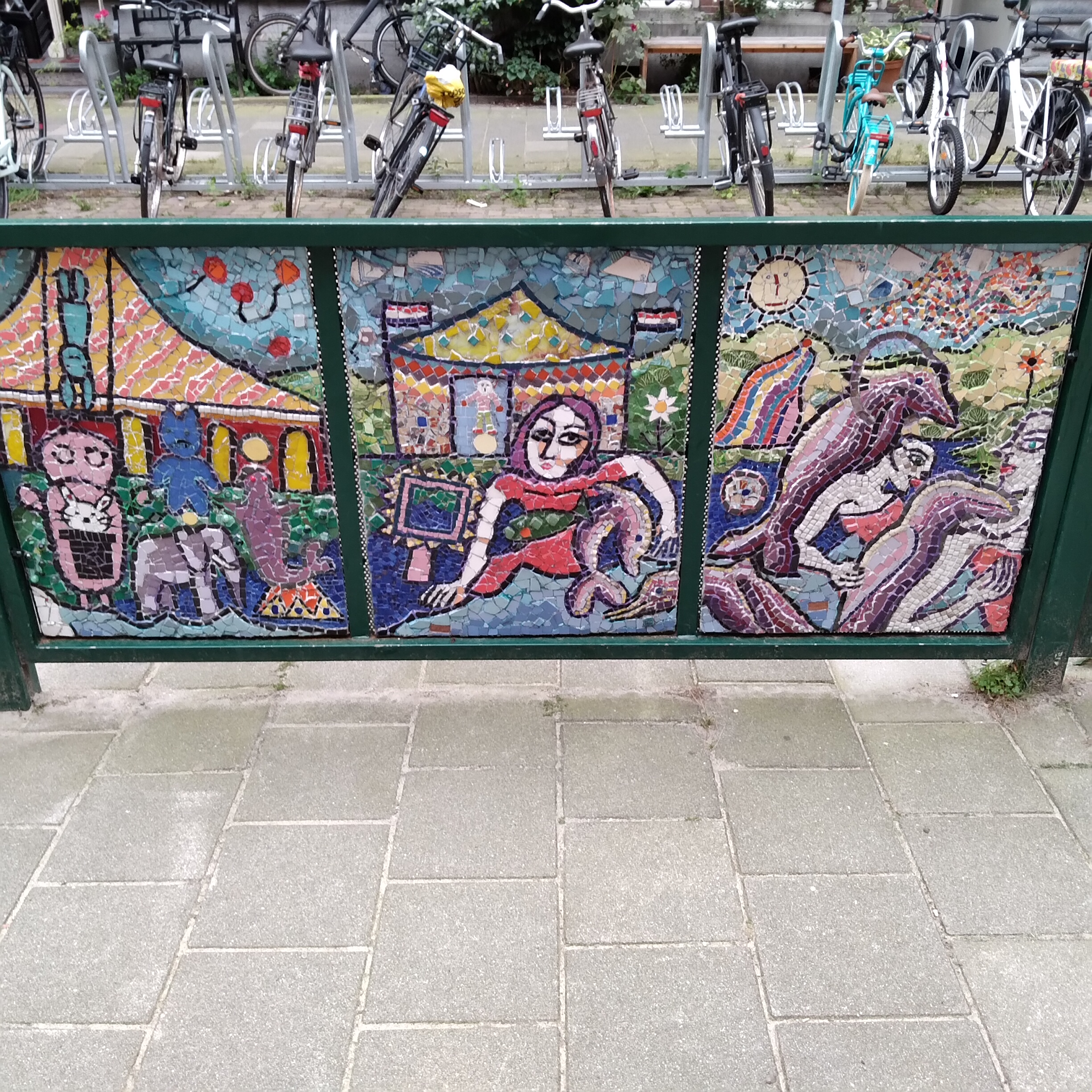
Detail uit mozaïek (augustus 2021)